# Viajes con mi tía
Viajes con mi tía es una película de cine basada en la novela de Graham Greene. Katharine Hepburn colaboró con los guionistas en la adaptación, aunque su intervención no se ve reflejada en los créditos. De hecho, iba a ser la actriz protagonista, pero fue despedida por demandar excesivos cambios en el guion.

## Otros créditos
- Color: Metrocolor
- Diseño de producción: John Box
- Dirección artística: Robert W. Laing y Gil Parrondo
- Director de segunda unidad: John Box
- Montador de sonido: Van Allen James
- Diseño de Títulos: Wayne Fitzgerald

## Argumento
Un aburrido empleado de banca ve cómo cambia su vida cuando conoce a una tía que lo lleva de viaje por el mundo. Ambos vivirán aventuras de toda índole.

## Premios
- Nominación a los Globo de Oro como mejor película en la categoría de comedia o musical.
- Ganadora del Oscar al mejor diseño de vestuario: Anthony Powell
- Otras tres nominaciones a los Oscar

- Mejor actriz: Maggie Smith, quien también estuvo nominada en los Globo de Oro.
- Mejor fotografía: Douglas Slocombe, quien también estuvo nominado en los Premios BAFTA.
- Mejor dirección artística: John Box, Robert W. Laing y Gil Parrondo.

- Alec McCowen estuvo nominado como Mejor actor de reparto en los Globo de Oro.
- El guion de Jay Presson Allen y Hugh Wheeler le valió a la película la nominación a los premios Edgar Allan Poe. Además, optaron también al premio que concede el Gremio de Escritores de América.